# 466 a. C.
El año 466 a. C. fue un año del calendario romano prejuliano. En el Imperio romano se conocía como el Año del consulado de Prisco y Albino (o menos frecuentemente, año 288 Ab urbe condita). 

## Acontecimientos

### Grecia
- En la batalla de Eurimedonte, Cimón de Atenas destruye las fuerzas persas fortificadas en la desembocadura del río.
- La monarquía tarentina es derrotada por los iapiges, un pueblo nativo de Apulia.

### República Romana
- Segundo consulado de Quinto Servilio Prisco Fidenas en Roma.
- Renovación de la guerra entre Roma y el pueblo de los ecuos.